# Sorabile
Sorabile, situata poco lontano l'attuale Fonni, in direzione di Nuoro, è stata una mansio romana (una stazione di cambio dei cavalli) sulla strada Karalis-Ulbia (Civita).
Fu data alle fiamme e distrutta dai Vandali nel V secolo con la complicità degli autoctoni barbaricini che mai avevano sopportato la dominazione romana.
I resti sono costituiti da alcuni muri in opus latericium in alcuni tratti ancora anneriti dai segni dell'antico incendio.